# Єнбекшиказах
Єнбекшиказа́х (каз. Еңбекшіқазақ) — село у складі Коксуського району Жетисуської області Казахстану. Входить до складу Лабасинський сільського округу.
У радянські часи село називалось Єнбекші.
Населення — 887 осіб (2021; 935 у 2009, 1308 у 1999, 811 у 1989).